# Rakottyás (Szlovákia)
Rakottyás (szlovákul: Rakytník) község Szlovákiában, a Besztercebányai kerületben, a Rimaszombati járásban.

## Fekvése
Rimaszombattól 14 km-re keletre, a Balog-patak bal partján található.

## Története
A 18. század végén Vályi András így ír róla: „RAKOTYÁS. Magyar falu Gömör Vármegyében, földes Urai több Uraságok, lakosai külömbfélék, fekszik Baraczához nem meszsze, mellynek filiája, földgye közép termékenységű, piatzozása egy, és három mértföldnyire, fája van elég, gyümöltsös kertyei hasznosak, legelője tágas, második osztálybéli."
A 19. század közepén Fényes Elek eképpen írja le: „Rakotyás, magyar falu, Gömör vmegyében, Rimaszombathoz keletre 1 mfd., 43 kath., 112 ref. lak. Földe, rétje jó, erdeje is van. F. u. hg Coburg."
Gömör-Kishont vármegye monográfiájában pedig ezt olvashatjuk róla: „Rakottyás, balogvölgyi magyar kisközség, 60 házzal és 307 ev. ref. vallású lakossal. Hajdan a balogvári uradalomhoz tartozott és ezzel együtt a Coburg herczegi család birtokába került. A mult század elején már a Beélik s a Bornemisza családok is bírnak benne részeket; jelenleg Bornemisza Istvánnak és Lászlónak és Máriássy Andornak van itt nagyobb birtoka és csinos, emeletes kastélya, melyet Beélik szepesi püspök építtetett. Református templomának építési ideje ismeretlen. A községhez tartoznak Rókalyuk, Kutyai, Heredély, Góbis, Vaskapu, Kápolna és Czenteháza puszták, melyek a három első kivételével már a középkorban szerepeltek. Góbis pusztát 1423-ban említik. Kápolna hajdan község volt és a pápai tizedszedők jegyzékében Capella néven van említve. A XV. században a gombaszögi pálosoké volt, azután a Derencsényiek és utánuk a Széchiek bírták, közben az Orros család is birtokosai közé tartozott. Vaskapu puszta hajdan Vasas néven szerepelt és 1427-ben a Sztárnay család az ura. Czenteháza puszta 1392-ben van említve Chentehaza néven. A község postája Felsőbátka, távírója és vasúti állomása Rimaszombat."
A trianoni békeszerződésig területe Gömör-Kishont vármegye Feledi járásához tartozott. 1938 és 1945 között újra Magyarország része.

## Népessége
| Év:            | 1994. | 2004.   | 2014.    | 2024.   |
| -------------- | ----- | ------- | -------- | ------- |
| Emberek száma: | 256   | 260     | 323      | 342     |
| Eltérés:       |       | +1,56 % | +24,23 % | +5,88 % |

| Év:            | 2023. | 2024.   |
| -------------- | ----- | ------- |
| Emberek száma: | 341   | 342     |
| Eltérés:       |       | +0,29 % |

1910-ben 317-en, túlnyomórészt magyar anyanyelvűek lakták.
2001-ben 238 lakosából 209 magyar és 29 szlovák volt.
2011-ben 317 lakosából 182 magyar, 87 cigány és 48 szlovák volt.
2021-ben 329 lakosából 176 cigány (+11), 95 (+89) magyar, 35 szlovák és 23 ismeretlen nemzetiségű volt.

## Képtár

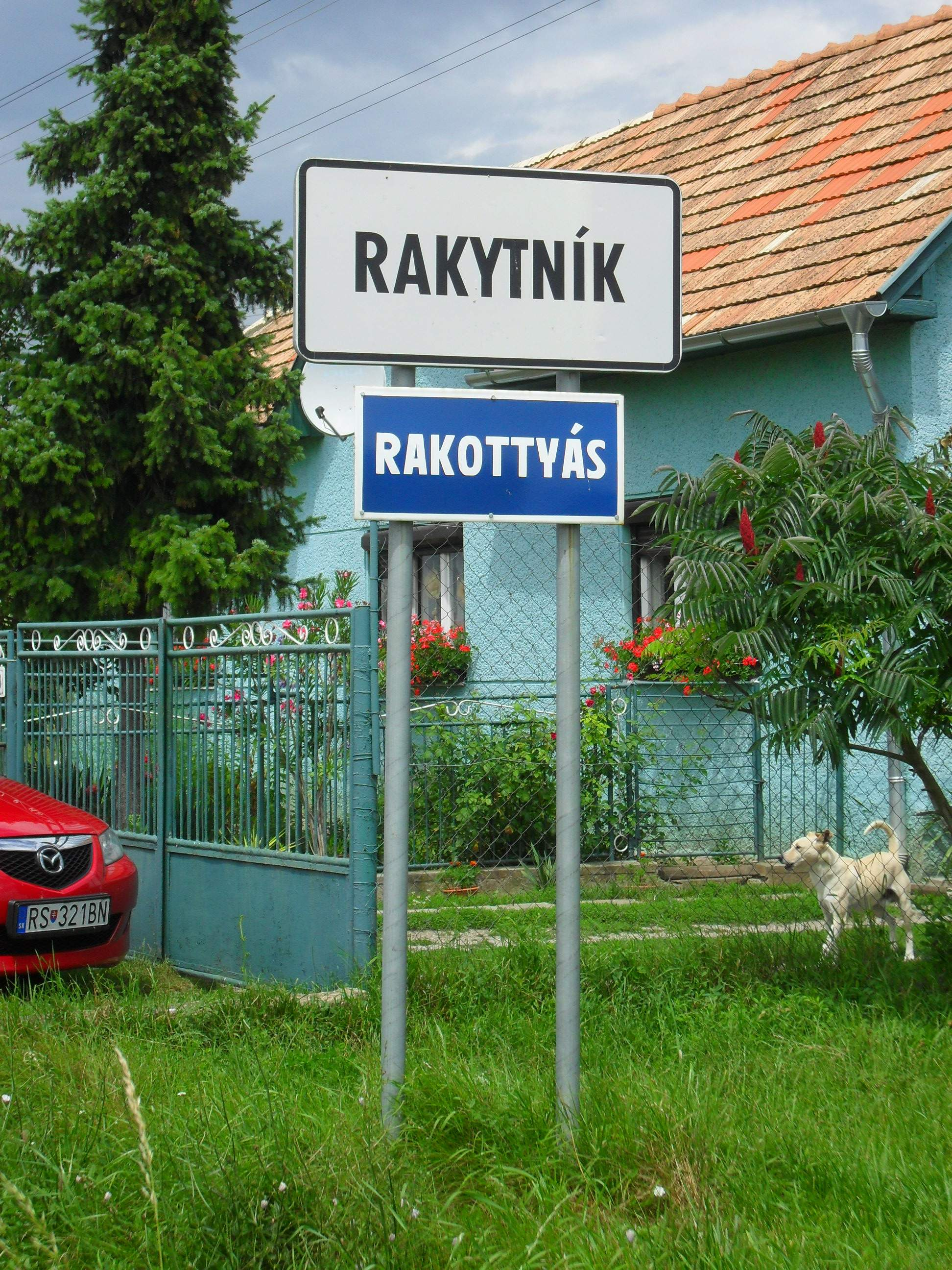
Kétnyelvű helységnévtábla
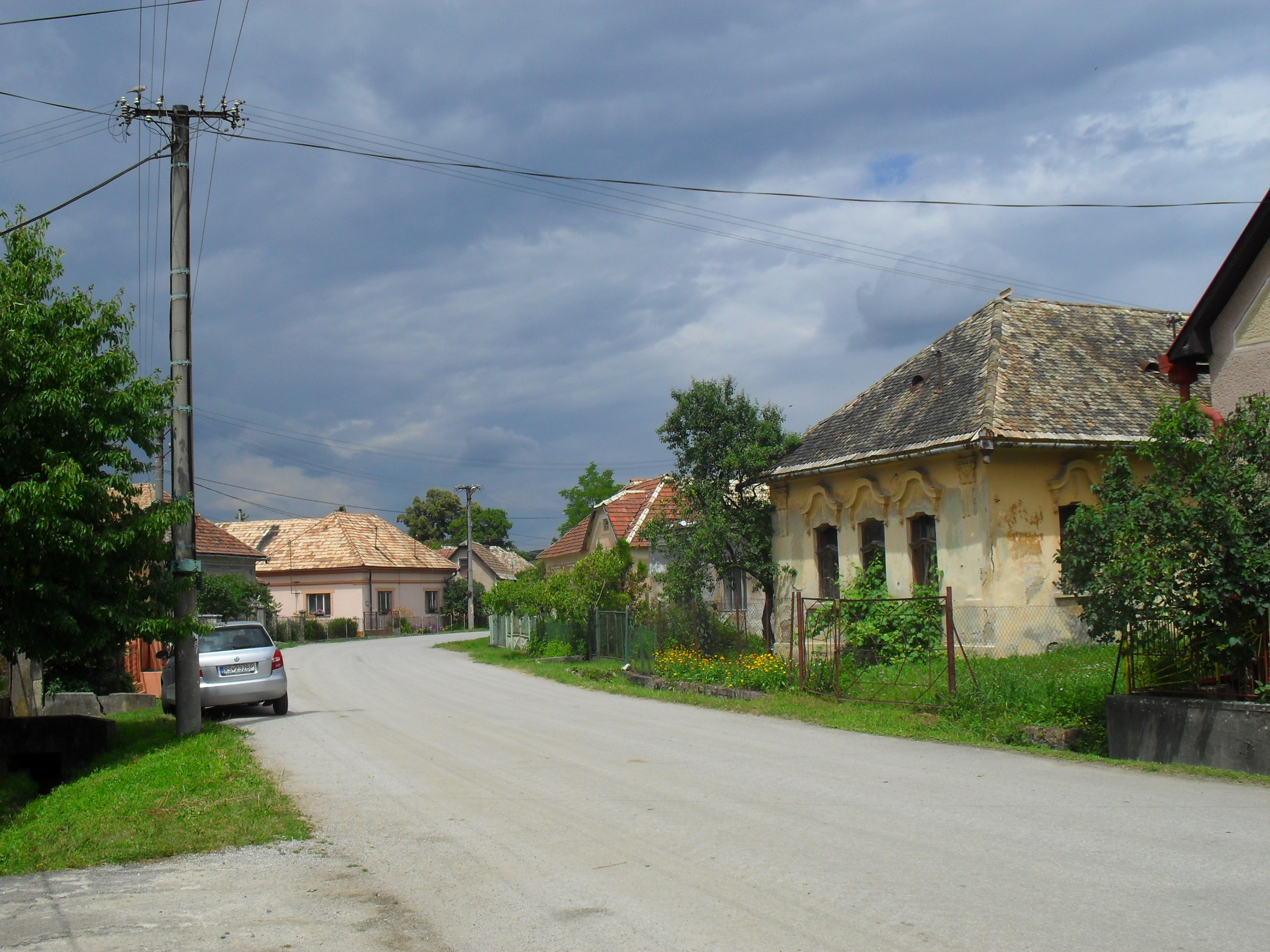
Utcakép
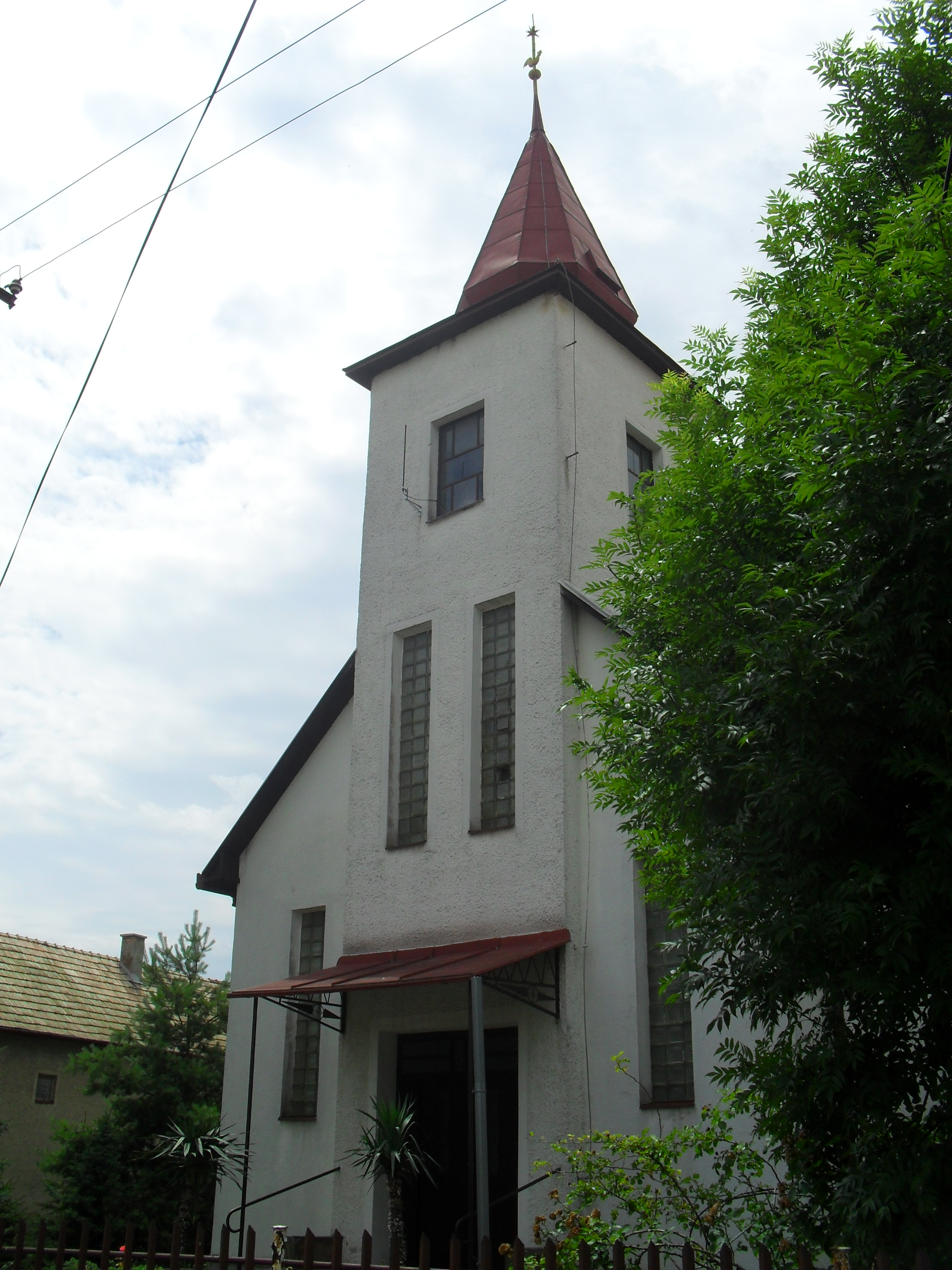
Református templom
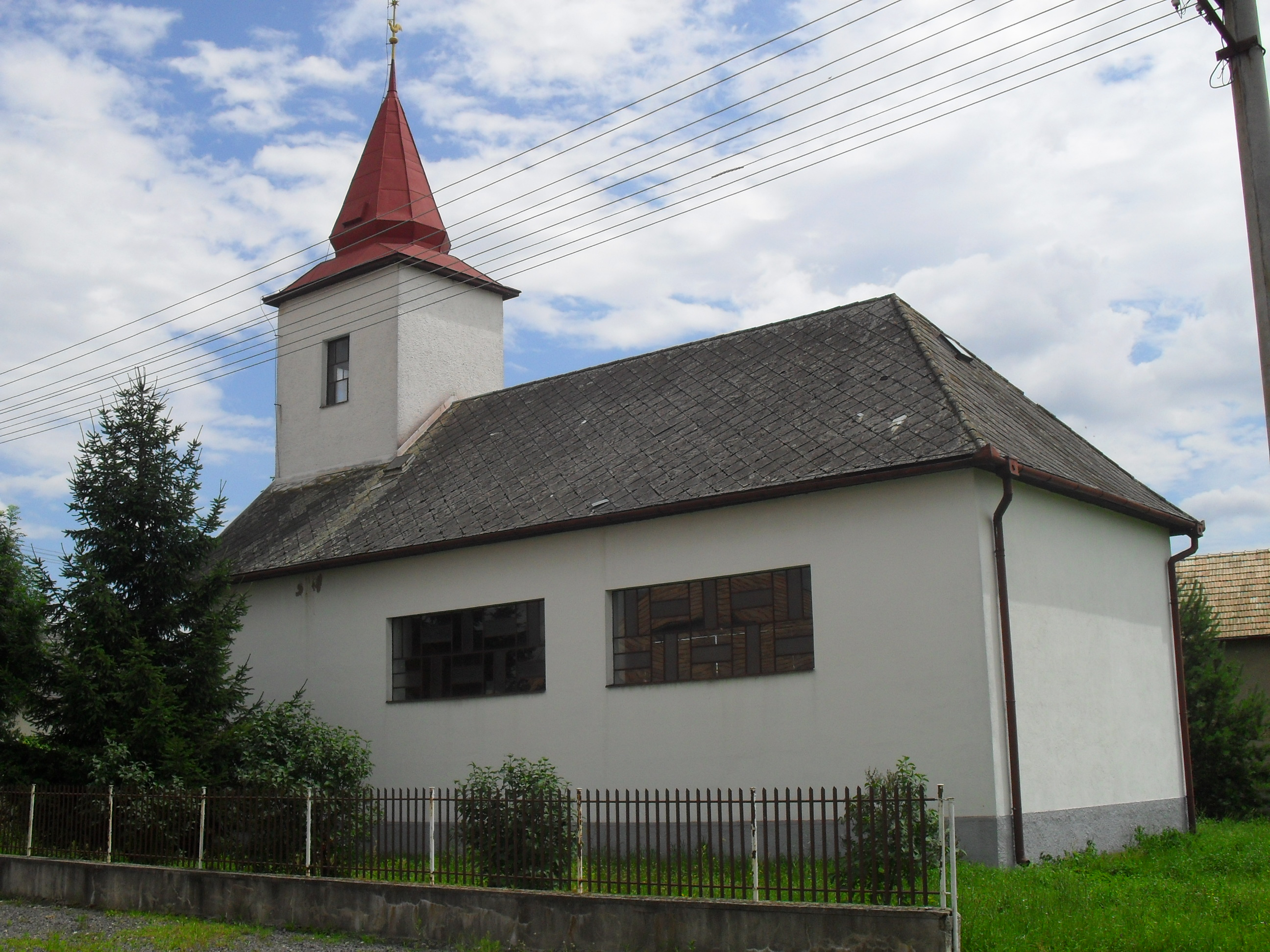
Református templom
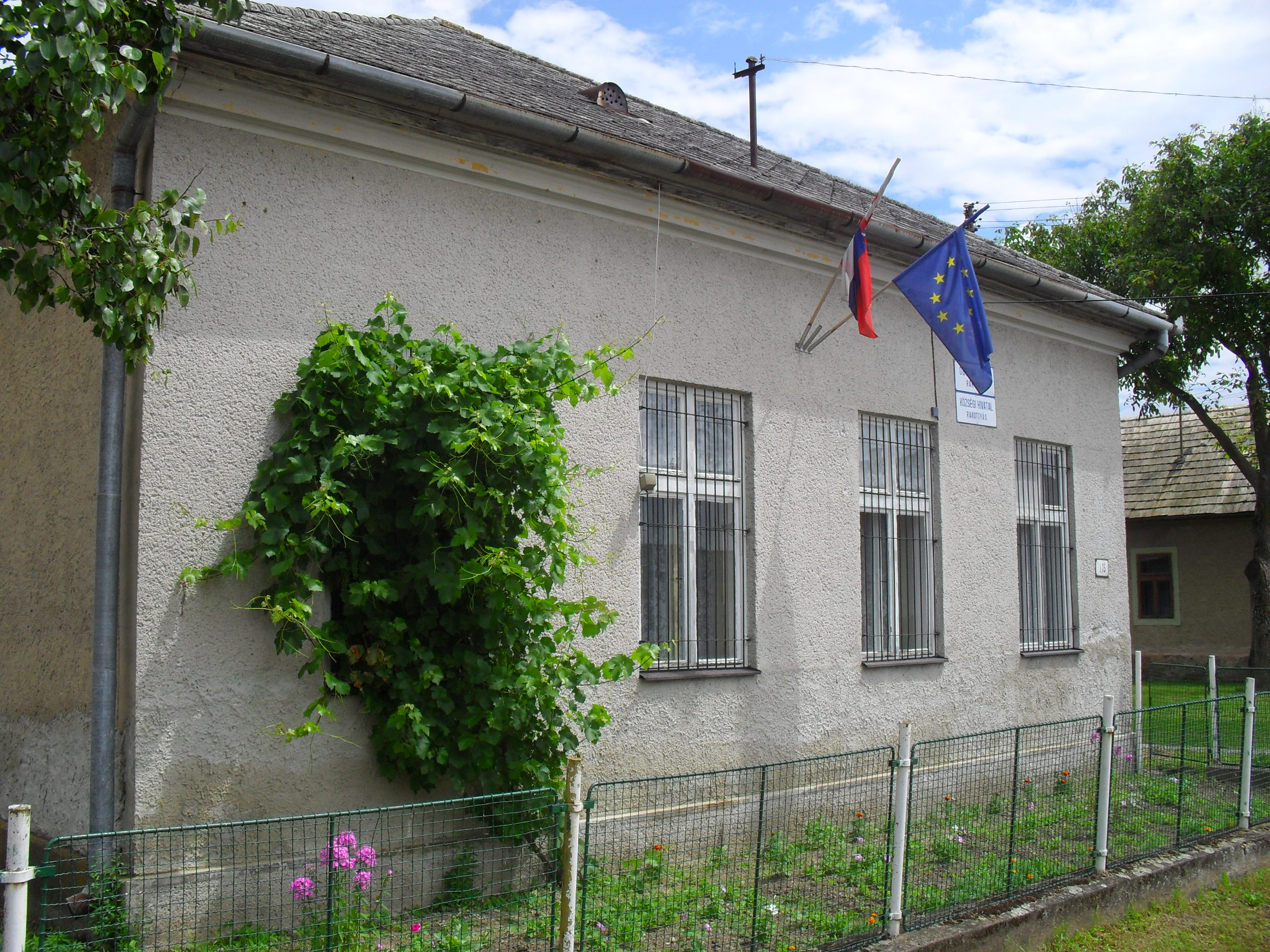
Községi hivatal
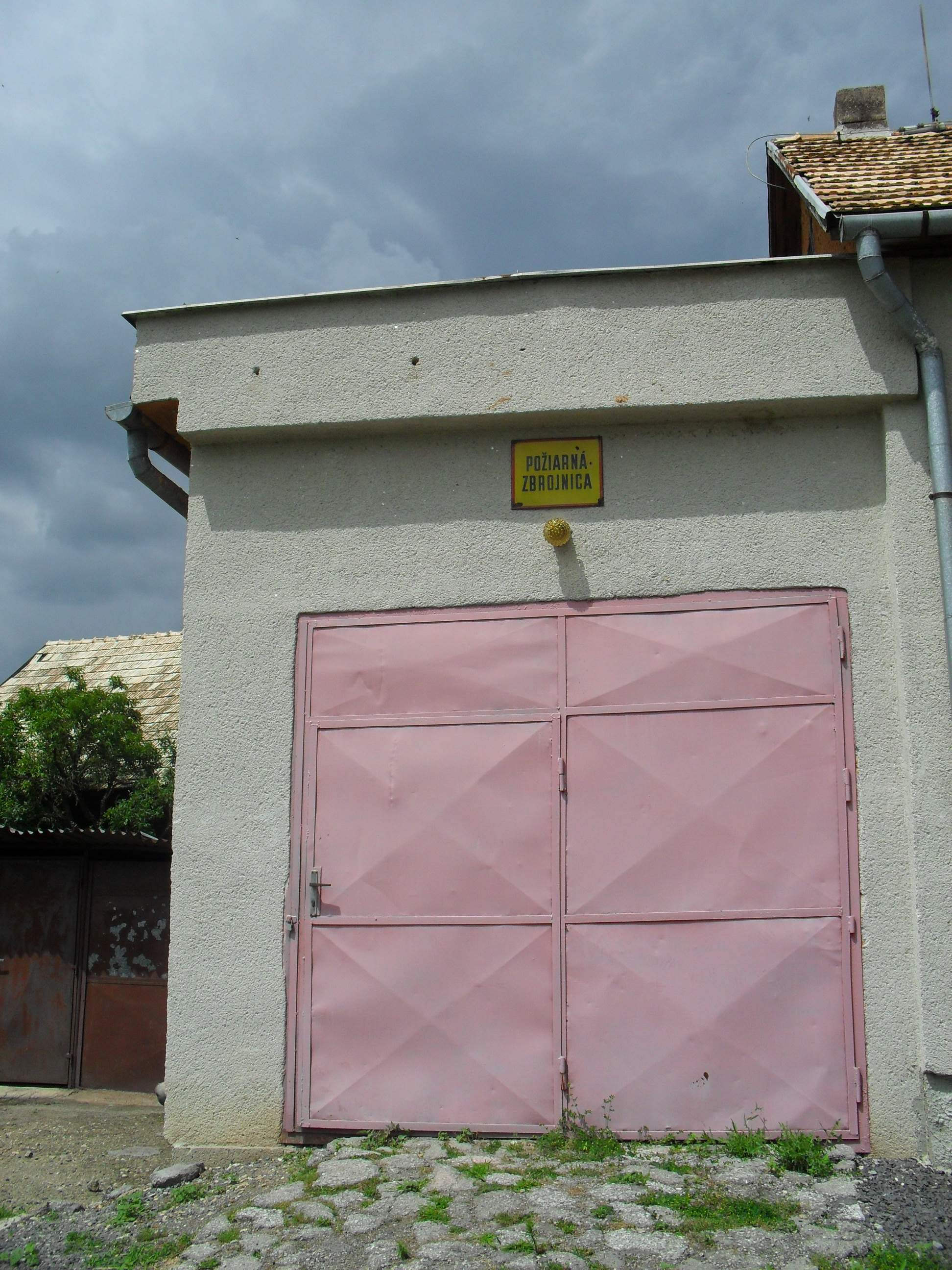
Tűzoltószertár
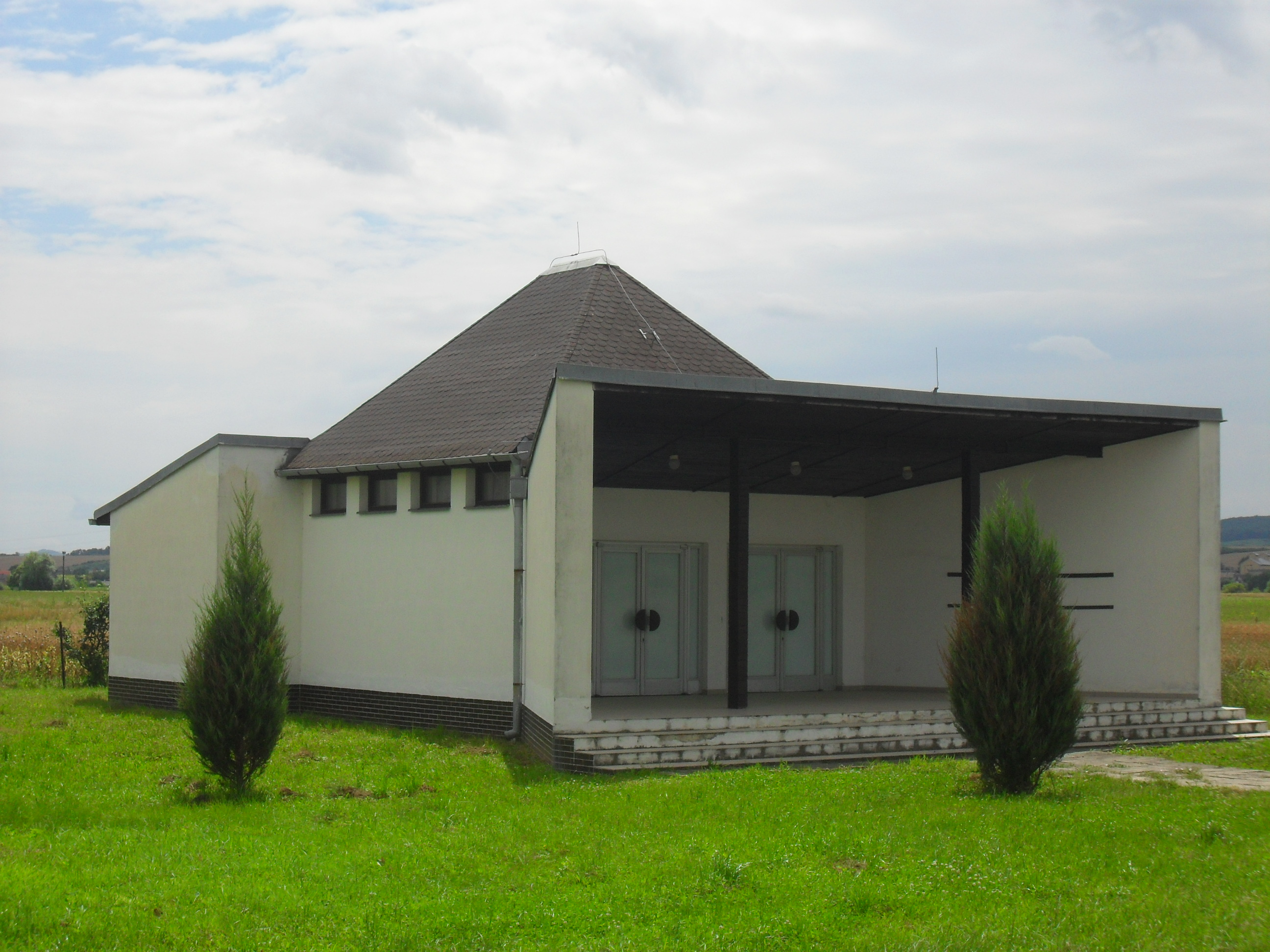
Ravatalozó
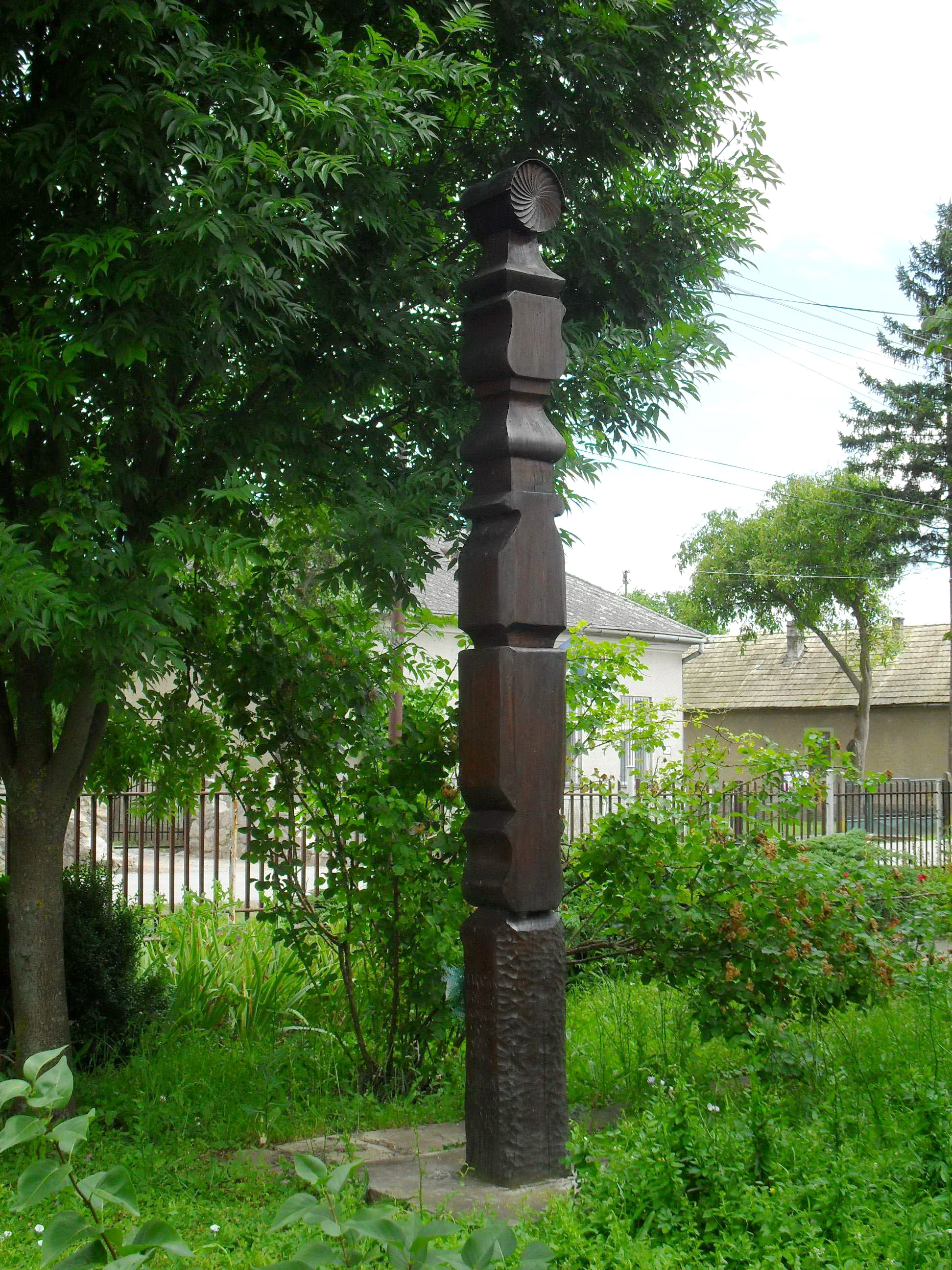
Kopjafa a református templom udvarában
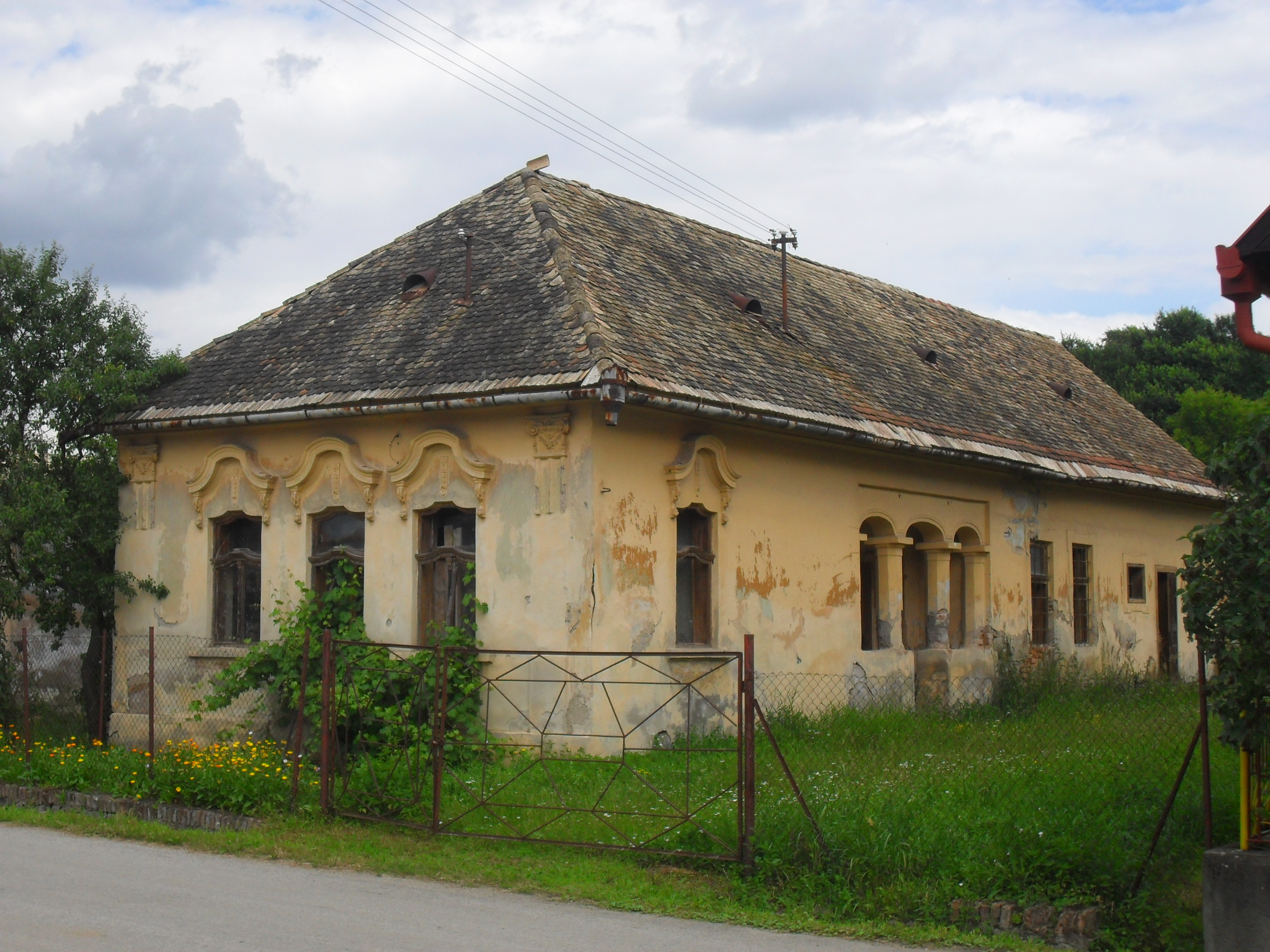
Régi ház a községben
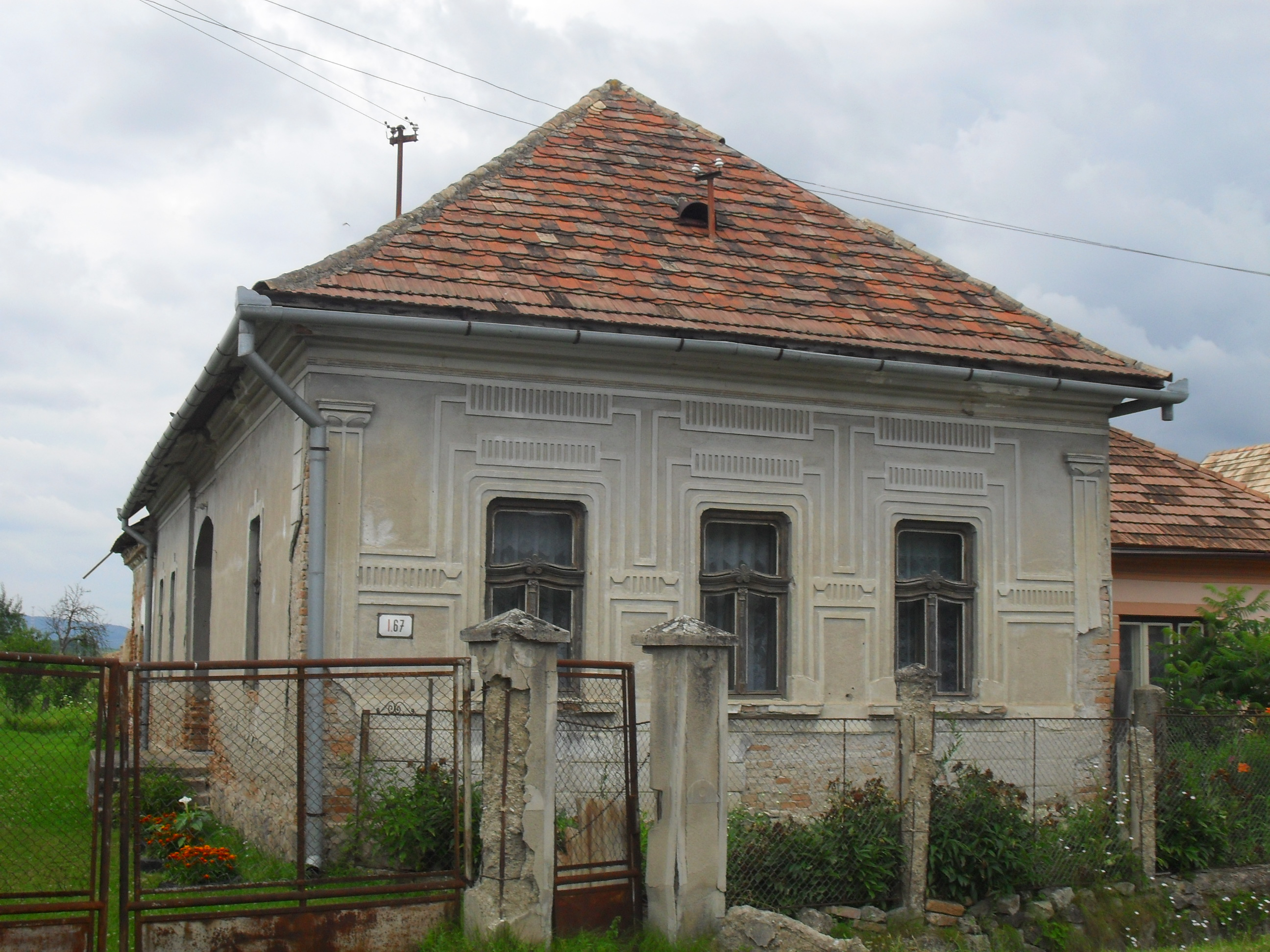
Régi ház a községben
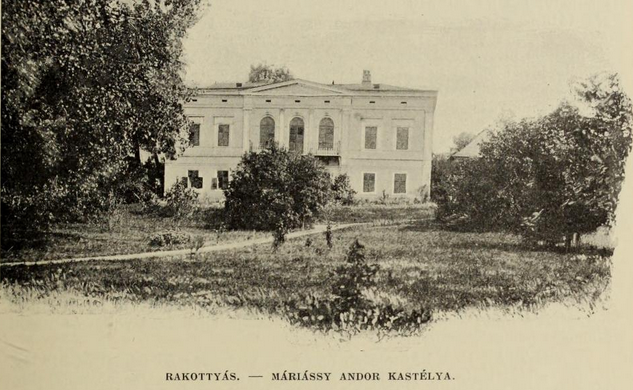
Máriássy Andor kastélya (1903)

## Külső hivatkozások
- Községinfó
- E-obce.sk Archiválva 2007. december 8-i dátummal a Wayback Machine-ben